# 김도균 (1977년)
김도균(金徒均, 1977년 1월 13일~)은 대한민국의 전 축구 선수이자 현 축구 지도자로 선수 시절 울산 HD, 교토 상가, 성남 FC, 전남 드래곤즈에서 미드필더로 활동했으며 현재 K리그2 서울 이랜드의 감독을 맡고 있다.

## 경력
- 1999년~2003년: 울산 현대 호랑이 선수
- 2004년: 교토 퍼플 상가 선수
- 2005년: 성남 일화 천마 선수
- 2005년~2006년: 전남 드래곤즈 선수
- 2007년~2009년: 서남대학교 축구부 코치
- 2009년~2013년: 울산 현대 U-15 유소년팀 감독
- 2014년~2016년: 울산 현대 코치
- 2020년~2023: 수원 FC 감독
- 2024년~: 서울 이랜드 FC 감독

## 수상
- 1999년 베트남 던힐컵 MVP
- 1999년 AFC 아시아베스트 일레븐 선정